# Michel Louvain
Michel Louvain (Thetford Mines, 12 de julio de 1937 - Montreal, 14 de abril de 2021) fue un cantante canadiense, popular en las décadas de 1960 y 1970. Grabó muchas canciones exitosas, y también trabajó como presentador de una variedad de programas en televisión y radio. En 1965 fue elegido 'Sr. Radio – TV ', la principal personalidad del mundo del espectáculo de Radio Canadá, en la Gala des Artistes.

## Biografía
Louvain nació como Michel Poulin en Thetford Mines, Quebec, Canadá.
En la década de 1960 Louvain firmó con Apex Records. Su primer éxito fue "Buenas Noches Mi Amor". Durante los siguientes 20 años, Louvain realizó muchas grabaciones, incluidas las canciones de éxito "La Dame en bleu" y "Je déclare l'amour au monde entier". Sus grabaciones en francés se vendieron internacionalmente en Bélgica. Su canción "C'est Un Secret" alcanzó el puesto 14 en el top 40 de la revista canadiense RPM, el 29 de noviembre de 1965.
Louvain fue el anfitrión de una sucesión de programas de variedades de CFTM-TV (Montreal) y Radio-Canada TV. Sus actuaciones atrajeron en su mayoría a fans femeninas jóvenes. Actuó por primera vez en clubes nocturnos y, cuando sus seguidores crecieron más, en teatros de entretenimiento. En la década de 1980, realizó grandiosos espectáculos de music-hall, con bailarinas y escenografía, en la Place des Arts y en todo Quebec, incluido Autour du monde en 1984.
Fue objeto de un documental de Claude Demers, titulado Les dames en bleu.
Fue nombrado miembro de la Orden de Canadá en 2015. En 2017, como celebración de su 80 cumpleaños, Louvain emprendió una gira de conciertos. Uno de los conciertos fue en el Festival d'Été de Québec en la ciudad de Quebec.
Le habían diagnosticado cáncer de esófago a principios de abril de 2021. Murió dos semanas después, el 14 de abril de 2021, mientras dormía en el Hôpital de Verdun en Montreal.
Louvain era gay, pero rara vez hablaba sobre su vida privada en el registro a los medios. Estuvo en una relación de 25 años con Mario Théberge, aunque la pareja no se casó oficialmente hasta solo unos días antes de la muerte de Louvain en 2021.

## Discografía
- 1958: Michel Louvain'.
- 1959: Ici Michel Lovaina.
- 1961: Après minuit.
- 1962: Michel Louvain chante ses succès.
- 1962: Toi et moi.
- 1964: Michel.
- 1965: Aloha.[17]
- 1965: Cœur à chœur.
- 1966: Un peu de chanson.
- 1967: Formi ... formidable.
- 1968: Recuerdos exóticos.
- 1969: Michel Louvain chante Marie.
- 1973: Ma vie, c'est l'amour.
- 1974: La Grande kermesse western.
- 1974: La Dame en bleu.
- 1978: En spectacle au Grand Théâtre de Québec.
- 1979: En harmonie.
- 1979: Message d'amour et de paix.
- 1980: Michel Lovaina 1980.
- 1982: Michel Louvain: 1957-1982.
- 1984: Michel Lovaina.
- 1986: Il faut s'aimer.
- 1988: Noël avec vous
- 1988: L'Amour sera toujours l'amour
- 1989: Romantique.
- 1993: Je déclare l'amour.
- 1997: La colección Michel Louvain - Les grands succès.
- 2002: Les Grands Succès.
- 2007: Chante Noël.
- 2015: Caballero Crooner.